# Ormosia takahashii
Ormosia takahashii là một loài ruồi trong họ Limoniidae. Chúng phân bố ở miền Cổ bắc.